# Alexander Dallin
Pour les articles homonymes, voir Dallin.
Alexander Dallin, né le 21 mai 1924 à Berlin et mort le 22 juillet 2000 à Stanford, est un politologue, un historien et un universitaire américain d'origine allemande, spécialiste de soviétologie.

## Publications
- Black Box: KAL007 and the Superpowers, (Berkeley, California: University of California Press, 1985).
- Alexander Dallin and Condoleezza Rice, eds., The Gorbachev era, (Stanford, California: Stanford Alumni Association, 1986).
- German Rule in Russia: 1941-1945, Octagon Books: 1990.
- Between totalitarianism and pluralism, (New York: Garland Publishing, 1992).